# Nirmal
|  | Aquest article tracta sobre sobre la municipalitat a l'estat d'Andhra Pradesh. Si cerqueu la població sagrada a Maharashtra, vegeu «Nirmal (Maharashtra)». |

Nirmal és una ciutat i municipalitat del districte d'Adilabad a Andhra Pradesh, capital del mandal del seu mateix nom. Està rodejada de vuit llacs. Consta al cens del 2001 amb una població de 75.017 (estimada el 2009 uns 110.000 habitants). Nirmal fou part del principat d'Hyderabad i governada per un raja feudatari. El 1752 el raja va atacar al nizam Salabat Jang, que marxava d'Aurangabad (Maharashtra) a Golconda acompanyat del general francès Bussy i en la batalla el raja fou mort i les seves forces dispersades. Al segle xix era capital d'una taluka al districte d'Adilabad. Aquesta taluka el 1901 tenia 1.419 km² i una població de 45.551 habitants. La ciutat estava fortificada i el 1901 tenia 7.751 habitants. Hi ha les restes de l'antic palau dels rages, i les fortificacions construïdes principalment pels francesos al servei del nizam, encara ben conservades.